# Den franske Kunstflyver Chevillard paa Flyvepladsen
Den franske Kunstflyver Chevillard paa Flyvepladsen er en dansk dokumentarisk optagelse fra 1913 produceret af Politiken-Fonden. Filmen viser den franske flypioneer Maurice Chevillard under dennes besøg i Danmark på Kløvermarken.

## Handling
Den franske kunstflyver Maurice Chevillard ved sin flyvemaskine, et Henry Farman biplan. Maskinen startes og letter fra Kløvermarkens flyveplads. Chevillard foretager forskellige øvelser i luften og lander sikkert igen. Politiken-journalist Anker Kirkeby er til stede.